# Saint-Félix-de-Tournegat

Saint-Félix-de-Tournegat este o comună în departamentul Ariège din sudul Franței. În 1 ianuarie 2022 avea o populație de 152 de locuitori.